# Albert Sabin
Albert Bruce Sabin (26 augustus 1906 - 3 maart 1993) was een beroemde Joods-Amerikaanse medicus, die vooral bekend is geworden door de ontwikkeling van een oraal medicijn tegen polio.
Sabin is in Białystok, Rusland (nu Polen), geboren en emigreerde in 1921 naar de Verenigde Staten. Hij behaalde zijn medische graad aan de New York University in 1931. Hij was verbonden aan het Lister Institute of Preventive Medicine in Engeland en de Rockefeller Institute for Medical Research (nu Rockefeller University). In 1939 ging hij naar Cincinnati Children's Hospital in Cincinnati, Ohio, waar hij hoofd van de researchafdeling werd.
Hij ontwikkelde een oraal medicijn, het Sabinvaccin, tegen polio dat vanaf 1956 grootschalig werd toegepast, waardoor deze ernstige ziekte vrijwel verdwenen is in de Westerse wereld.